# Punta Mero
Punta Mero es un caserío peruano ubicado en el distrito de Canoas de Punta Sal, perteneciente a la provincia de Contralmirante Villar del departamento de Tumbes, al norte del Perú. 

## Ubicación
Punta Mero se ubica al oeste de la provincia de Contralmirante Villar, en el distrito de Canoas de Punta Sal, en el departamento de Tumbes.

## Demografía
En 2017 Punta Mero tenía una población de 76 habitantes.
| Gráfica de evolución demográfica de Punta Mero entre 1993 y 2017 |
|                                                                  |
| Fuentes: Población 1993 y 2017                                   |